# 开元街道 (林州市)
开元街道，是中华人民共和国河南省安陽市林州市下辖的一个乡镇级行政单位。

## 行政区划
开元街道下辖以下地区：
开元社区、兴林社区、小池社区、瓦窑街社区、东门里社区、仓口街社区、北关村、下申街村、水车园村、逆河头村、大河头村和田西峪村。